# Utricularia stellaris
Utricularia stellaris é uma magnoliophyta da família Lentibulariaceae e endémica em Maurícia.